# 改造 (杂志)

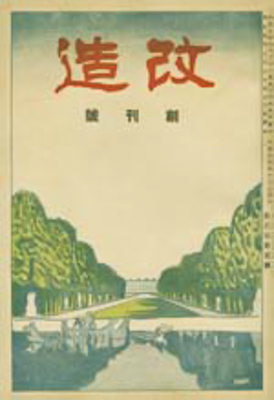
《改造》第一期封面，1919年4月

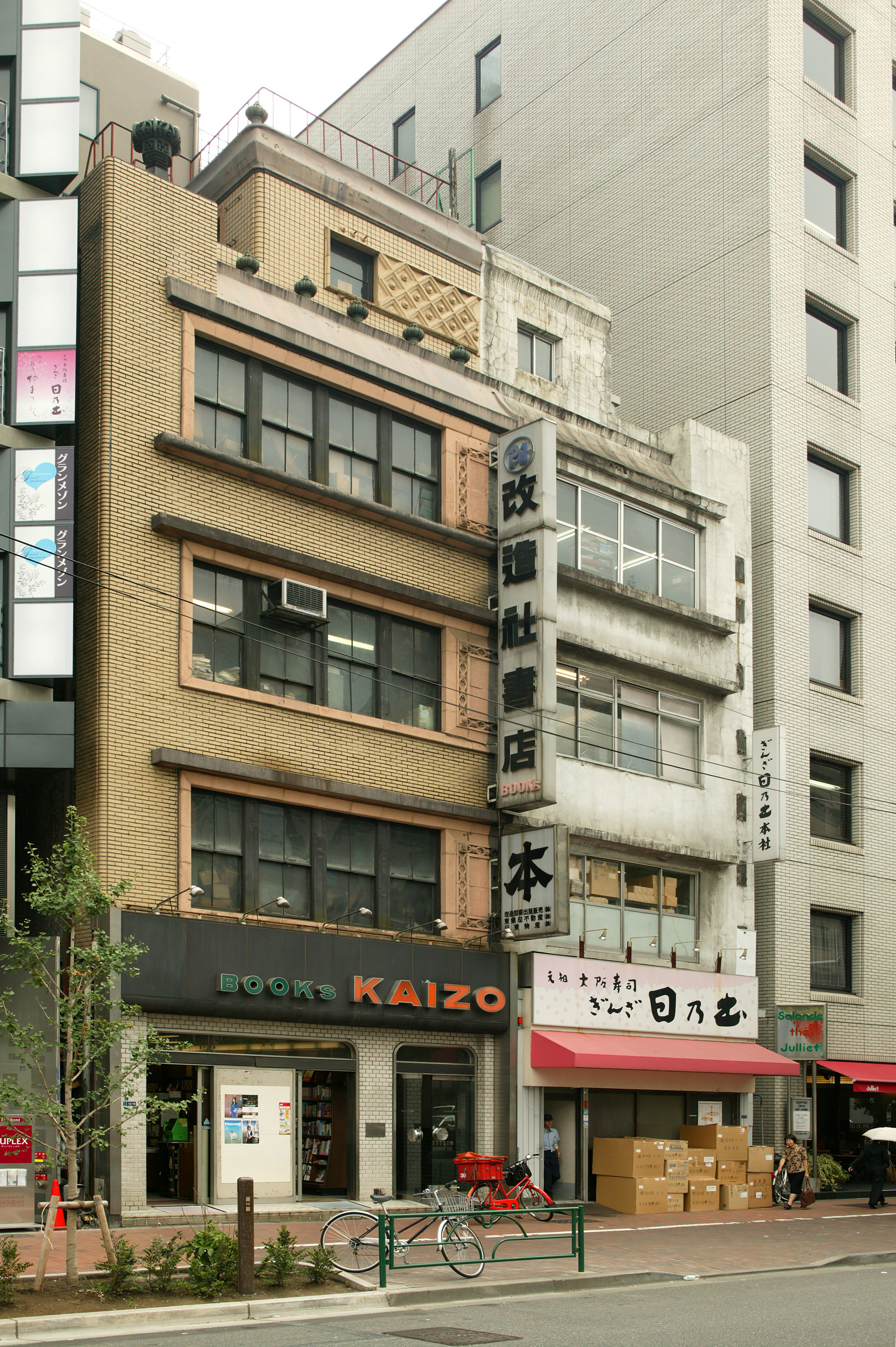
银座的改造社旧址，摄于2007年

《改造》是日本二战前的一本综合杂志，1919年创刊，杂志上刊登过许多有关社会主义内容的文章，1944年横滨事件后被强制停刊，战后一度复刊，1955年因破产解散。

## 历史
1919年，山本实彦创办改造社，开始发行《改造》杂志。主要关注劳工问题和社会问题，由于十月革命的影响，日本的知识分子也开始研究社会问题和社会主义思想。基督教社會主義者贺川丰彦、马克思主义者河上肇和山川均在《改造》杂志上发表文章，并使得杂志流行起来。幸田露伴、谷崎润一郎、志贺直哉等人也在《改造》上发表过小说。

## 解散
1942年，在第二次世界大战期间，印刷共产主义文章的刊物开始遭到政府当局的压制（横滨事件），1944年《改造》杂志被迫“自愿”解散。1946年《改造》恢复出版，但由于管理不善、劳资纠纷等原因，1955年因破产停止发行。